# Iris persica
Iris persica är en irisväxtart som beskrevs av Carl von Linné. Iris persica ingår i släktet irisar, och familjen irisväxter. Inga underarter finns listade i Catalogue of Life.

## Bildgalleri

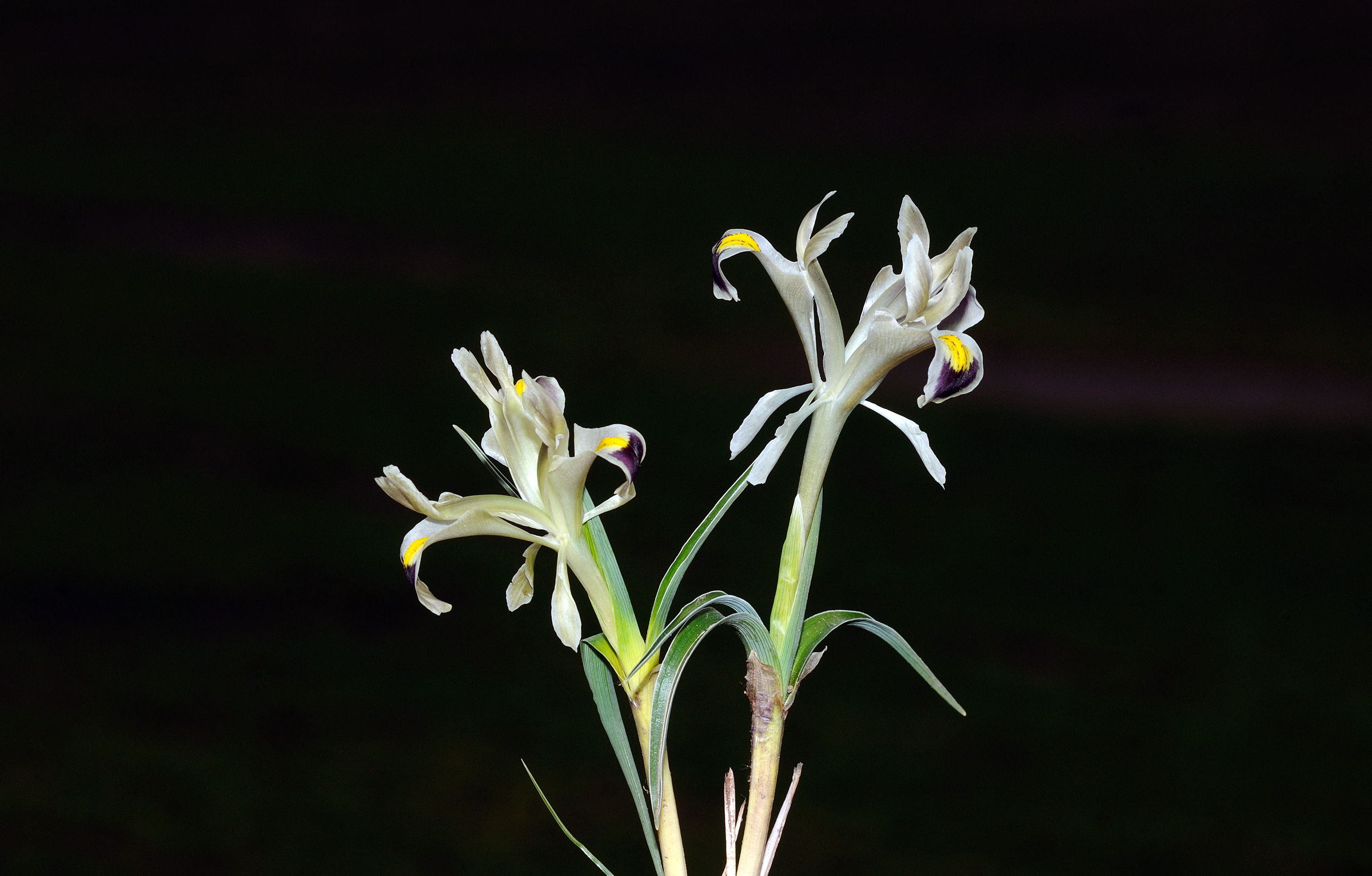
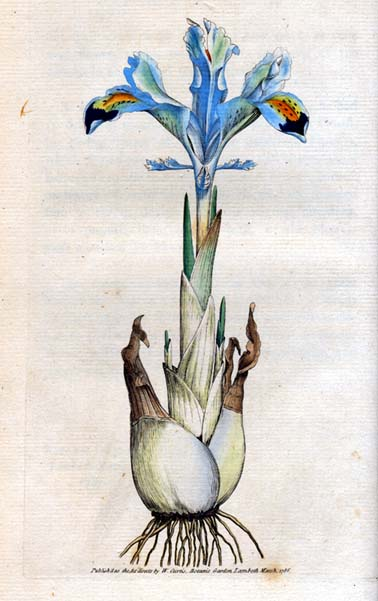